# 希法製藥廠

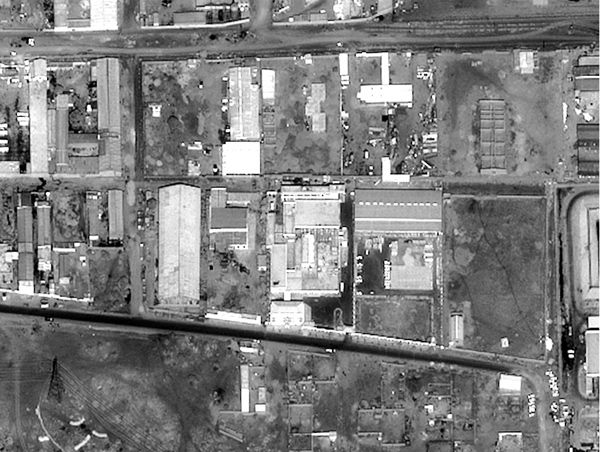
1998年，美國間諜衛星拍攝的希法製藥廠空照圖

希法製藥廠（阿拉伯语：‎）是蘇丹喀土穆卡富里區的製藥工廠，於1997年啟用，1998年遭美國指控生產化學武器而發射飛彈炸毀。

## 歷史
希法製藥廠於1992年開始建造，1996年完工，1997年7月12日啟用，共包含三座工廠大樓與一座行政大樓，由一名退休的美國藥廠顧問設計，原料進口自美國、瑞士、瑞典、德國、義大利、印度與泰國等國。廠主原為一名蘇丹工程師，1998年三月希法製藥廠被賣給一名出身蘇丹的沙烏地阿拉伯商人。希法製藥廠當時為喀土穆的六座製藥廠中最大者，共有超過300名員工，生廠包括人用的抗瘧疾、糖尿病、高血壓、胃潰瘍、風濕病、淋病與結核病藥物，以及家畜使用的抗寄生蟲藥等數十種藥物，提供了蘇丹國內五成至六成的藥物，並有部分藥物出口國外。1998年1月。希法製藥廠贏得石油換食品計劃一價值19萬9000美元的合約，出口十萬箱的家畜抗寄生蟲藥Shifazole至伊拉克。

### 炸毀

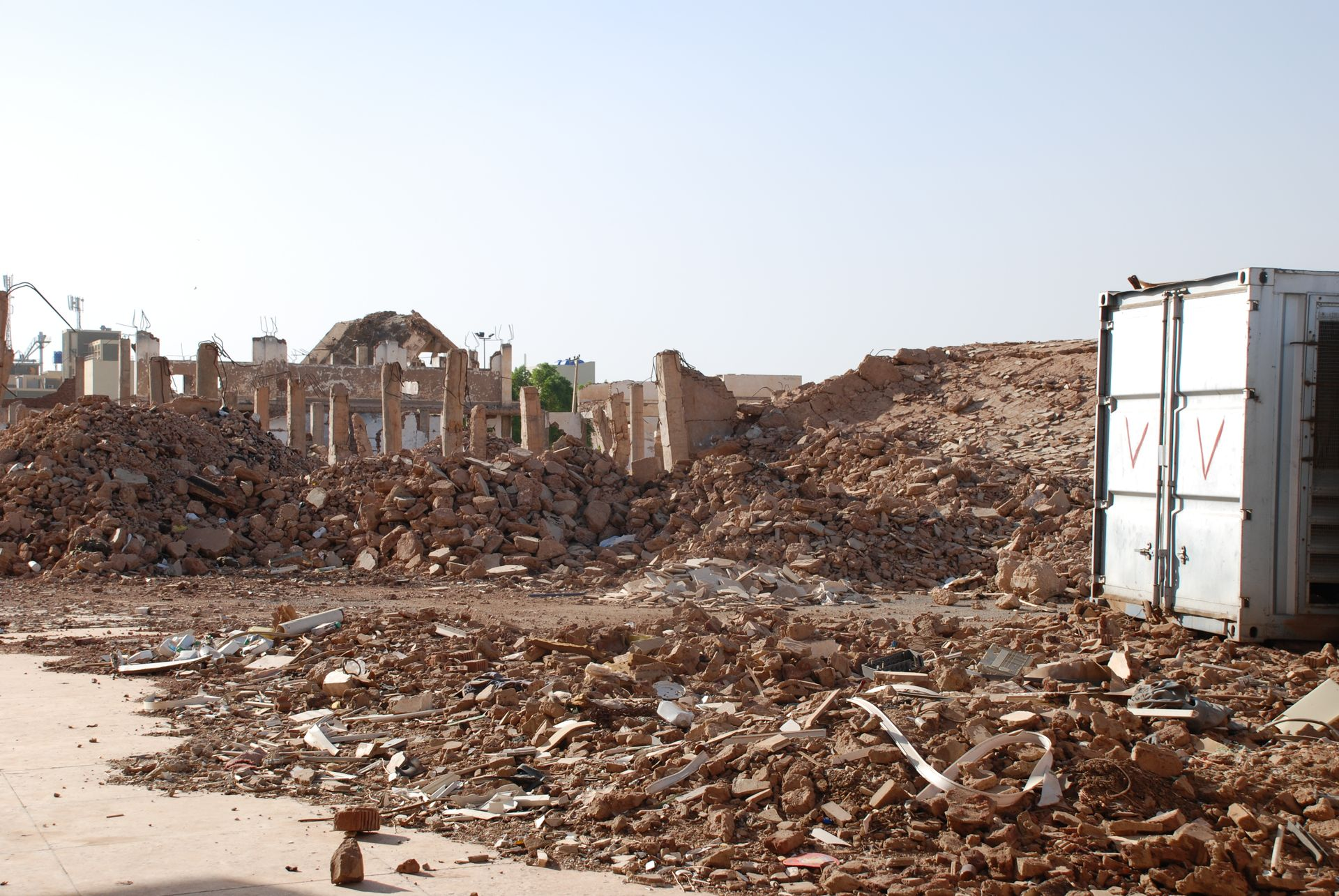
希法製藥廠的廢墟，攝於2008年

1998年8月20日被美軍發射戰斧巡弋飛彈炸毀，同時造成1名員工死亡與11人受傷。此次襲擊為無限延伸行動的一部份，美軍指炸毀希法製藥廠是對兩週前美國駐肯亞與坦尚尼亞大使館疑似由奥萨马·本·拉登策劃的爆炸案作出還擊，並指廠內正在為本拉登生產VX神經毒劑的前驅物。蘇丹政府則表示希法製藥廠僅生產藥物，並未生產化學武器。時任德國駐蘇丹大使維爾納·道姆對德國外交部的報告也指希法製藥廠不是生產化學武器的工廠，而是生產多種人用或畜用的藥物。
美國指控希法製藥廠製作化武的關鍵證據是CIA在經機密任務採得的廠區土壤樣本中發現可用於製作VX神經毒劑的EMPTA，但沒有直接證據指EMPTA是由該廠生產，或與化學武器有關。事後美方官員承認促使柯林頓總統下令轟炸希法製藥廠的證據「不如最初描述地充分」，沒有明確證據指該廠生產或貯存神經毒劑，或與當時居於喀土穆的本拉登有關聯。此外因該襲擊於柯林頓與萊文斯基醜聞爆發後一週發生，有評論指此襲擊可能是為轉移大眾關注焦點而發動。但也有官員指本拉登曾投資希法製藥廠，且該廠的經理住在本拉登曾住過的房屋中。襲擊發生後，蘇丹政府邀請聯合國安全理事會調查該廠是否曾生產化學武器或其前驅物，但美國反對調查，也不允許第三方實驗室分析其稱含有EMPTA的土壤樣本。美國政府未就此襲擊向蘇丹政府道歉。
英國《觀察家報》文章指希法製藥廠被毀對亟需藥物的當地鄉村居民是一場大悲劇；《衛報》記者指蘇丹陷入缺乏瘧疾藥物氯化奎寧的危機。